# 秦野赤十字病院
秦野赤十字病院（はだのせきじゅうじびょういん）は、神奈川県秦野市にある医療機関である。日本赤十字社神奈川県支部が運営する病院である。

## 沿革
- 1932年（昭和7年）11月 - 診療所設置を目的に秦野町、東秦野村、西秦野村、南秦野村、北秦野村、大根村の組合として秦野町外五ヶ村組合が設立される。秦野町外五ヶ村組合立秦野診療所創立（秦野町曽屋2341）[1][2]。
- 1934年（昭和9年）6月 - 病室増築[1]。
- 1936年（昭和11年）4月 - 秦野町五ヶ村組合立秦野病院に改称。移転増築（曽屋字金堀塚2788）[2]。
- 1938年（昭和13年）
  - 8月31日 - 組合経営の秦野診療所が寄付移管され、日本赤十字社神奈川支部秦野診療所として開院[3][4]。病床数6床[5]。
  - 9月27日 - 開所式挙行[4][6]。
- 1950年（昭和25年）4月 - 病棟を増築し病床数43床。秦野赤十字病院と改称[3]。
- 1954年（昭和29年）10月 - 病棟1棟増築、看護婦宿舎を新築[3]。病床75床（秦野市曽屋1465）[7]。
- 1968年（昭和43年）1月 - 秦野赤十字病院新築完成[3]。
- 1970年（昭和45年）9月 - 総合病院となる[3]。
- 1981年（昭和56年）2月 - 病棟増築、本館改築。病床数227床[8]。
- 2002年（平成14年）6月 - 現在の場所に移転（秦野市立野台1-1）[9]。
- 2010年（平成22年）3月 - 神奈川DMAT医療機関の指定。

## 診療科目
- 内科
- 脳神経内科
- 消化器内科
- 循環器内科
- 腎臓内科
- 糖尿病・内分泌内科
- 小児科
- 外科
- 消化器外科
- 整形外科
- 形成外科
- 脳神経外科
- 泌尿器科
- 産婦人科
- 眼科
- 耳鼻咽喉科
- 放射線科
- 麻酔科
- 皮膚科
- 救急科

## 医療機関の指定等
- 神奈川県災害医療拠点病院（地域災害医療センター）
- エイズ治療拠点病院
- 訪問看護ステーション
- 災害対策基本法指定機関
- 神奈川DMAT指定医療機関

## 交通アクセス
- 小田急線秦野駅下車・南口バス停より、 
  - 日赤病院経由比奈窪行きバス乗車、日赤病院下車。
  - 南が丘公園行バス乗車、小原台入口下車。
- 東名高速道路秦野中井インターチェンジより車で約3-4分。